# L'Île-Bizard (ville)
Pour les articles homonymes, voir Bizard.
Ne doit pas être confondu avec Île Bizard.
L'Île-Bizard, appelée Saint-Raphaël-de-l'Île-Bizard entre 1855 et 1995, est une ancienne municipalité québécoise située sur l'île Bizard ayant existé de 1839 à 2002. Lors des réorganisations municipales québécoises de 2002, elle est fusionnée à Sainte-Geneviève et Sainte-Anne-de-Bellevue pour former un arrondissement de la ville de Montréal. En 2004, les citoyens de Sainte-Anne-de-Bellevue votent cependant pour la reconstitution de leur municipalité. Depuis le 1er janvier 2006, L'Île-Bizard forme avec Sainte-Geneviève l'arrondissement montréalais de L'Île-Bizard–Sainte-Geneviève, dont elle constitue l'un de ses quartiers. 

## Population
La population de l'île Bizard a été recensée avant même la fondation de la paroisse de Saint-Raphaël en 1855, il y est estimé une population de 17 personnes en 1740. Lors de sa dissolution en 2002, sa population est de 13 860 personnes. 
| 1740 | 1813 | 1831 | 1851 | 1861  | 1881 |
| ---- | ---- | ---- | ---- | ----- | ---- |
| 17   | 508  | 799  | 950  | 1 070 | 831  |

| 1901 | 1911 | 1918 | 1931 | 1954  | 1971  |
| ---- | ---- | ---- | ---- | ----- | ----- |
| 682  | 586  | 574  | 712  | 1 046 | 2 950 |

| 1976  | 1981  | 1986  | 1991   | 1996   | 2001   |
| ----- | ----- | ----- | ------ | ------ | ------ |
| 4 101 | 6 558 | 8 535 | 11 350 | 13 035 | 13 860 |

## Personnalités
- Vincent Lecavalier, ancien joueur de hockey ayant évolué principalement avec le Lightning de Tampa Bay.
- Pierre Bouvier, chanteur du groupe de musique Simple Plan.
- Les membres du groupe de musique Exterio.
- Les membres du groupe de musique Kamakazi.
- Pauline Marois, chef du Parti québécois de 2007 à 2014.
- Marc-Antoine Dequoy, joueur de football